# Adolf Fredrik Lindblad
Adolf Fredrik Lindblad (ur. 1 lutego 1801 w Skänninge, zm. 23 sierpnia 1878 w Linköping) – kompozytor szwedzki.
Kształcił się w Berlinie. W 1827 założył szkołę muzyczną w Sztokholmie, którą kierował do 1861. Skomponował ponad 200 pieśni.

## Ważniejsze utwory
- I Symfonia C-dur op. 19 (1832)
- II Symfonia D-dur (1855)